# KAT (stacja metra)
KAT (gr: KAT) – stacja metra ateńskiego na linii 1 (zielonej), 24,631 km od Pireusu. Została otwarta 27 marca 1989. Znajduje się na terenie miasta Kifisia.